# Lipaleyrodes emiliae
Lipaleyrodes emiliae is een halfvleugelig insect uit de familie witte vliegen (Aleyrodidae), onderfamilie Aleyrodinae.
De wetenschappelijke naam van deze soort is voor het eerst geldig gepubliceerd door Chen & Ko in 2006.